# Ромеро, Маурисио
Маурисио Мартин Ромеро (исп. Mauricio Martín Romero; родился 13 января 1983 года, Хенераль-Пико, Ла-Пампа, Аргентина) — аргентинский футболист, защитник, тренер.

## Клубная карьера
Ромеро — воспитанник клуба «Ланус». 3 февраля 2002 года в матче против «Архентинос Хуниорс» он дебютировал в аргентинской Примере. В этом же поединке Маурисио забил свой первый гол за «Ланус». В 2004 году он завоевал место в основе, а позднее был выбран капитаном команды. В 2006 году Ромеро помог клубу завоевать серебряные медали первенства.
Летом 2007 года он перешёл в мексиканский «Монаркас Морелия». 4 августа в матче против «Веракрус» Ромеро дебютировал в мексиканской Примере. Через неделю в поединке против «Пачуки» Маурисио забил свой первый гол за «персиков». После успешных выступлений в 2009 году Ромеро был назначен капитаном команды. В 2011 году он получил перелом большой берцовой кости и после девяти месяцев восстановления так и не смог выйти на прежний уровень.
В 2013 году Маурисио вернулся на родину, став футболистом «Колона». 16 февраля в матче против «Сан-Мартин Сан-Хуан» он дебютировал за новый клуб. За «Колон» Ромеро отыграл полгода после чего вернулся в Мексику на правах свободного агента. Маурисио присоединился к клубу «Атланте». 21 июля в матче против «Леона» он дебютировал за команду из Канкуна. В конце года Ромеро получил мексиканское гражданство.
Летом 2014 года Маурисио покинул «Атланте» после вылета команды в Ассенсо MX и присоединился к клубу «Пуэбла». 19 июля в поединке против «Тихуаны» он дебютировал за новую команду. В конце года Ромеро помог «Пуэбле» выйти в финал Кубка Мексики.
Летом 2015 года Маурисио присоединился к новичку Лиги MX «Дорадос де Синалоа». 26 июля в матче против «Чьяпас» он дебютировал за «дорад». 1 августа в матче против «Тихуаны» Ромеро забил свой первый гол за новую команду. В 2016 году Ромеро вернулся на родину, подписав контракт с «Химнасия Ла-Плата». 5 февраля в матче против «Банфилда» он дебютировал за новую команду.

## Международная карьера
В 2003 году в составе молодёжной сборной Аргентины Ромеро занял четвёртое место на молодёжном чемпионате мира в ОАЭ. На турнире он сыграл матчах против команд Испании, Узбекистана, Мали, Египта, США и Бразилии.
В том же году Марисио выступал на молодёжном чемпионате Южной Америки в Уругвае.